# Doxocopa moritziana
Doxocopa moritziana är en fjärilsart som beskrevs av Felder 1866. Doxocopa moritziana ingår i släktet Doxocopa och familjen praktfjärilar. Inga underarter finns listade i Catalogue of Life.